# Benzhydrol
Benzhydrol oder Diphenylmethanol (C6H5)2CHOH ist ein sekundärer Alkohol.

## Darstellung
Am einfachsten ist Benzhydrol mittels Grignard-Reaktion von Phenylmagnesiumbromid und Benzaldehyd darzustellen.
Benzhydrol kann unter anderem auch durch Reduktion von Benzophenon mit Zinkstaub in alkalischer Lösung dargestellt werden. Als Reduktionsmittel kann hier auch Natriumborhydrid in Methanol verwendet werden.

## Verwendung
Er wird als Grundstoff in der pharmazeutischen Industrie insbesondere für Antihistaminika verwendet, wie zum Beispiel Diphenhydramin.
Das bei Narkolepsie verwendete Medikament Modafinil wird aus Benzhydrol mithilfe von Thioharnstoff synthetisiert.